# جنرال سامبايو
جنرال سامبايو بلدية في ولاية سيارا في المنطقة الشمالية الشرقية من البرازيل.